# Коверсада
Коверса́да (хорв. Koversada) — небольшой остров в Адриатическом море, в Хорватии, получивший свою известность благодаря расположенному рядом одноименному натуристическому курорту. Ближайший город Врсар находится в 1,5 км от острова. Площадь острова — 67477 м². длина береговой линии — 0,99 км.
Современная история острова неотрывно связана с местным курортом, который является старейшим европейским местом отдыха натуристов и самым крупным подобным курортом на побережье Адриатики. История парка Коверсада берет своё начало с 1961 года, когда в этих местах обосновались первые небольшие группы любителей проведения своего досуга в полном единении с природой. Со временем зона отдыха стала занимать и близлежащую к острову континентальную территорию, простираясь до южного берега Лимского залива.
Сегодня натуристический парк Коверсада — курорт площадью около 100 га с пятикилометровой береговой полосой, песчаным пляжем (территориально находится на полуострове Истрия, в устье Лим-фьорда; занимает площадь 120 га. поражает свой красотой и многообразием растительности вдоль пляжной полосы: растут сосны, ракиты, оливы), многочисленными ресторанами (куда можно прийти обнажённым), площадками для занятия различными видами спорта. Посещается любителями натуризма со всего мира. Единовременно курорт может принять до 6000 отдыхающих.
Местные пляжи награждены Голубым флагом — знаком чистоты прибрежной территории и водного пространства.